# Justicia loxensis
Justicia loxensis är en akantusväxtart som beskrevs av Wassh.. Justicia loxensis ingår i släktet Justicia och familjen akantusväxter. Inga underarter finns listade i Catalogue of Life.